# Майк Букна
Майк Букна (англ. Mike Buckna; нар. 5 вересня 1913, Канада — 6 січня 1996, Мілвокі, США) — канадський хокеїст і тренер словацького походження. Також відомий і як Матей Букна (словац. Matej Buckna).

## Біографія
Народився в канадському містечку Трейл, в родині переселенців із Словаччини. На «батьківщині хокею» виступав за аматорську команду «Трейл Смоук Ітерс». 1935 року уклав контракт з празьким ЛТЦ, провідним клубом чехословацького хокею того часу. Незабаром став граючим тренером команди. Двічі поспіль ЛТЦ здобував перемоги в національному чемпіонаті. В сезоні 1937/38 Букна став найвлучнішим гравцем ліги.
11 листопада 1936 року дебютував у складі збірної Чехословаччини. Матч з командою Швейцарії завершився внічию, але в подальшому виступати за збірну було заборонено — через відсутність громадянства. Очолював команду Чехословаччини на чемпіонаті світу 1938 року. У підсумку збірна здобула бронзові медалі світової першості і срібні медалі чемпіонату Європи.
Через погіршення ситуації в Європі, 1939 року поїхав до Канади. Продовжував виступати за «Трейл Смоук Ітерс».
1946 року повернувся до Чехословаччини. Виконував обов'язки граючого тренера ЛТЦ і очолював національну команду. На чемпіонаті світу 1947 року чехословацькі хокеїсти здобули золоті нагороди (вперше в своїй історії). 
Наступного року були другими на Олімпійських іграх у Санкт-Моріці (також вперше в своїй історії). Набрали однакову кількість очок з канадською командою «РКАФ Флаєрс», але поступилися за різницею закинутих і пропущених шайб. 19 лютого 1948 року провів другий матч у складі збірної Чехословаччини. У Празі зіграли внічию з командою Канади (3:3, у господарів відзначилися Забродський (2) і Букна).
З приходом до влади у Чехословаччині прокомуністичних сил, був змушений повернутися до Північної Америки. На чолі збірної його замінив колишній футболіст Антонін Водічка (віце-чемпіон світу 1934 року). 1949 року чехословацькі хокеїсти вдруге здобули золоті нагороди світової першості.
З 1989 року — член Зали спортивної слави Британської Колумбії. 2004 року був обраний до Зали слави Міжнародної федерації хокею з шайбою.

## Досягнення
- Віце-чемпіон Олімпійських ігор (1): 1948
- Чемпіон світу (1): 1947
- Другий призер чемпіонату світу (1): 1948
- Третій призер чемпіонату світу (1): 1938
- Чемпіон Європи (2): 1947, 1948
- Другий призер чемпіонату Європи (1): 1938
- Чемпіон Чехословаччини (4): 1937, 1938, 1947, 1948

## Статистика
Статистика клубних виступів:
| Сезон   | Клуб                | Ліга   | Регулярна першість | Регулярна першість | Регулярна першість | Регулярна першість | Регулярна першість |
| Сезон   | Клуб                | Ліга   | І                  | Г                  | П                  | О                  | ШХ                 |
| ------- | ------------------- | ------ | ------------------ | ------------------ | ------------------ | ------------------ | ------------------ |
| 1936-37 | ЛТЦ (Прага)         | Czech  | —                  | 8                  | —                  | —                  | —                  |
| 1937-38 | ЛТЦ (Прага)         | Czech  | —                  | 14                 | —                  | —                  | —                  |
| 1941-42 | «Трейл Смоук Ітерс» | ABCSL  | —                  | 30                 | 36                 | 66                 | 8                  |
| 1946-47 | ЛТЦ (Прага)         | Czech  | —                  | 10                 | —                  | —                  | —                  |
| 1944-48 | ЛТЦ (Прага)         | Czech  | —                  | 11                 | —                  | —                  | —                  |
| Усього  | Усього              | Усього |                    | 73                 |                    |                    |                    |